# Герднер
Герднер (англ. Lake Gairdner — озеро Герднер) — безстічний басейн в Південній Австралії, колись  четверте за розмірами солоне озеро континенту, нині пересихаюче. Герднер розташоване у безстічній западині на висоті близько ста метрів над рівнем моря на захід від озера Торренс, за 150 кілометрів від Порт-Огаста та на відстані 440 кілометрів на північний захід від Аделаїди. Разом з озерами Еверард та Гаріс Герднер входить до Національного парку «Озеро Герднер» (англ. Lake Gairdner National Park).
Навколишній рельєф — червона піщана напівпустеля з дюнами. Саме озеро більшу частину року сухе і має вигляд плоскої рівнини, вкритої товстою соляною кіркою, під якою лежить шар насиченого солоною ропою мулу, а ще нижче солоні глини з кристалами гіпсу. Місцями потужність шару галіту досягає 1 метра. Посеред плоскої білої рівнини дна озера піднімається кілька червоних скелястих пагорбів-островів.
Контраст блакитного неба, блискучо білої поверхні озера та червоних пагорбів і берегів створює дуже гарні краєвиди, тож озеро Герднер часом вважають найгарнішим з пересихаючих озер Австралії.
Озеро живлять 6 річок та кріків, але більшу частину року вони теж пересихають.
Озеро настільки мілке, а його дно настільки плоске, що часом після дощів спостерігається явище вітрової міграції озера. Сильний вітер буквально за ніч може перегнати воду з одного краю озера на інший.
Завдяки красі озеро популярне серед фотографів та нерідко знімається для науково-популярних фільмів. Наприкінці літа в березні, коли озеро повністю висихає, на його абсолютно плоскій поверхні влаштовуються гонки на швидкість — рекорд 2008 року 301 миля на годину. Цим гонкам присвячений щорічний тижневий фестиваль, який проводить організація Dry Lake Racers.